# Église de Sauvo
L'église de Sauvo  (en finnois : Sauvon kirkko)  est une église médiévale en pierre construite à Sauvo en Finlande ,,.

## Histoire
L'église a été construite dans sa forme actuelle principalement entre 1460 et 1472.
Dans un premier temps, on a construit une sacristie qui est la partie la plus ancienne de l'église actuelle.
Le point culminant de la construction de l'église est probablement le texte de la peinture à la chaux de 1472 autour de la fenêtre de la coquille.

## L'église
L'édifice est une église-halle à trois vaisseaux séparés par des piliers en brique et à six travées.
L'église a gardé sa forme médiévale, car les ajouts les plus récents sont les piles sud-est et nord-est des années 1690.
On dit que les voûtes d'ogive de l'église de Sauvo représentent le summum de l'architecture des églises médiévales finlandaises.
Par leur style, elles ressemblent aux voûtes des églises de Kemiö et de Tenhola.

## Décorations

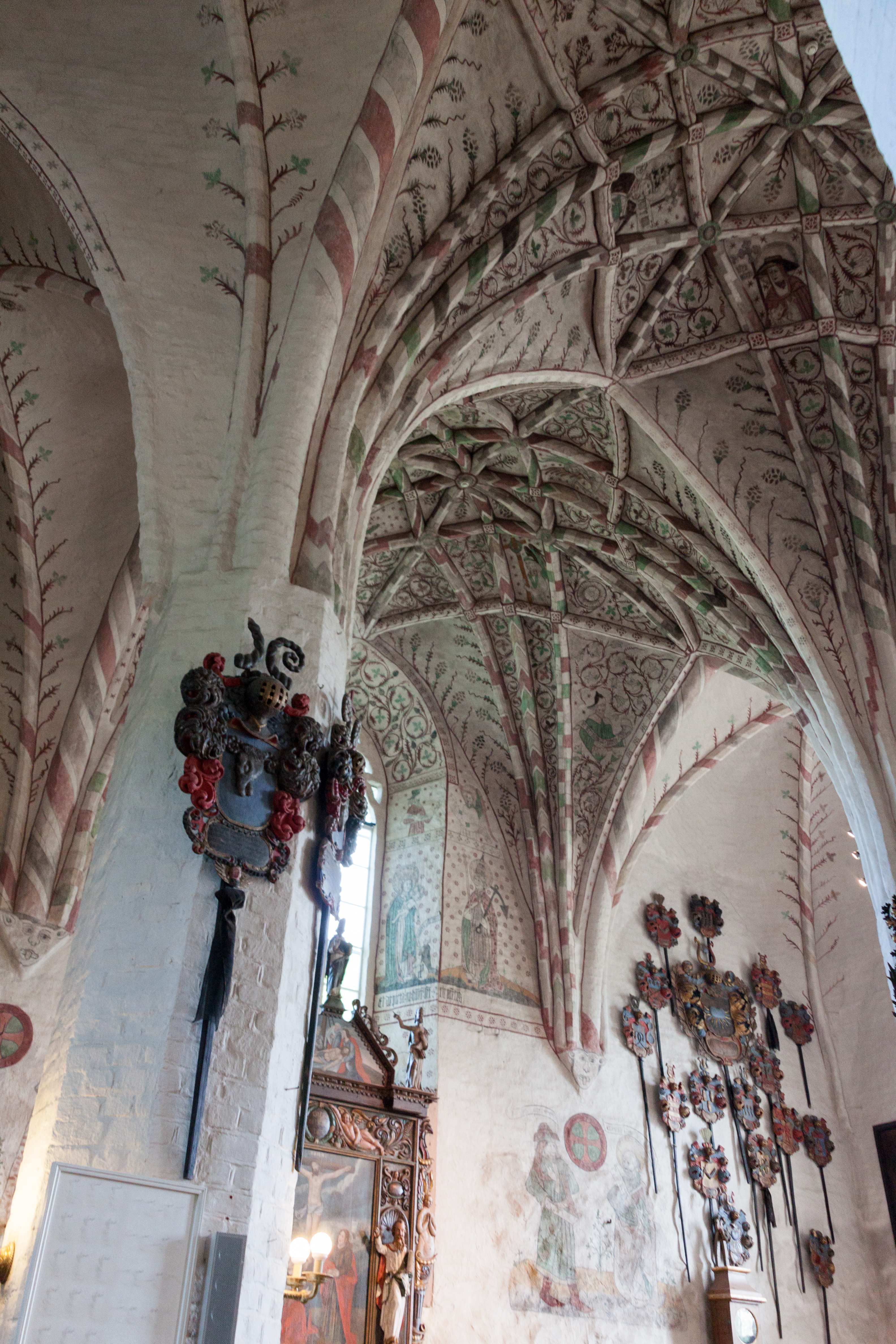
Voûtes de l'église.

Les peintures du début des années 1470 sont de l'école de Peter Henrikinpoja.
Sur les murs on peut voir les prophètes et les apôtres présentant le credo.
Sur les voûtes du chœur sont représentés les Pères de l'Église et les paraboles des évangélistes.
La chaire de style baroque avec baldaquin a été offerte en 1651.
Le retable est réalisé par Robert Wilhelm Ekman en 1647.

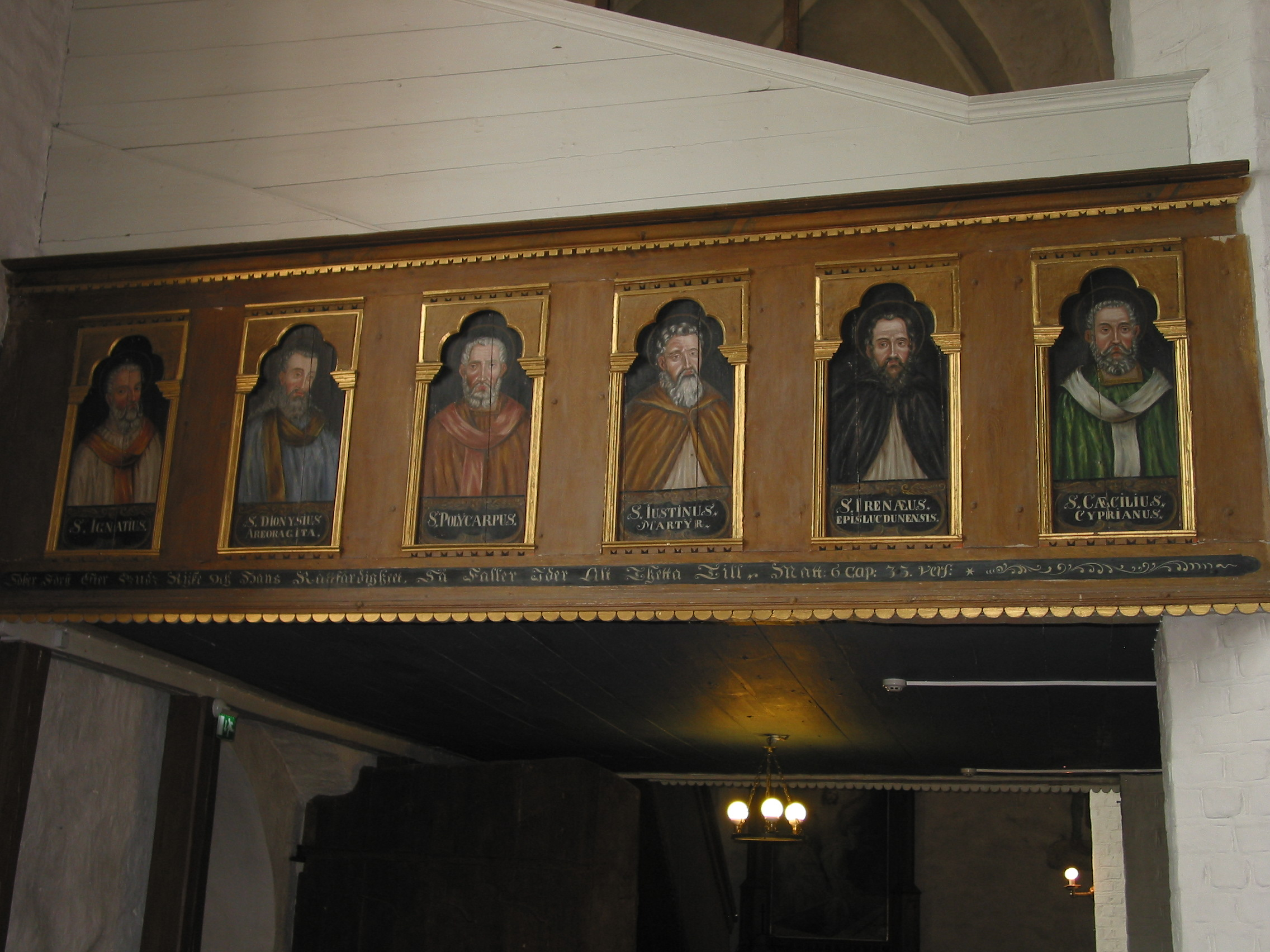
Les portraits de la galerie peints par Lars Myra en 1695.

La paroisse, appelée le «berceau de la noblesse», est caractérisée par un nombre exceptionnellement élevé de tombeaux.
En plus de la série complète des armoiries familiales du lieutenant-général Johan Galle (fi), l'église possède 19 autres armoiries.

## Le clocher et le cimetière
La base en pierre du clocher est médiévale, la partie supérieure en bois date de 1770 et son maître d'œuvre était Anders Wahlberg, un maître d'œuvre de Sauvo.
Parmi les portails menant au cimetière, le portail ouest date de 1795 et le  portail sud du milieu du XIXe siècle.